# Bo, Lekebergs kommun
Bo är en ort i Hackvads socken i Lekebergs kommun i Närke. År 1990 klassade SCB Bo som småort. Från 2015 avgränsar SCB här åter en småort.